# Premi Vila de Martorell
El Premi Vila de Martorell disposa de la categoria oberta de poesia catalana, poesia castellana, Premi Traducció de Clàssics Memorial Montserrat Ros, microrelats i dels premis locals d'adults. Està convocat per l'Ajuntament de Martorell. Els premis locals estan adreçats a aquelles persones que resideixen a Martorell, als associats a les entitats culturals de la vila i als escolars matriculats als centres escolars del municipi. En 2020 es van anul·lar a causa de la Pandèmia per coronavirus de 2020 a Catalunya.

## Premi Vila de Martorell de Poesia Catalana
- 1976. Olga Xirinacs per Feix de poemes per omplir un capvespre.
- 1977. Josep Serra Janer
- 1978. Rosa Fabregat per Estelles.
- 1979. Francesc Galí
- 1980. Margarida Valverde
- 1981. Encarna Fontanet
- 1982. Josep M.Boix Selva
- 1983. Pere Fons
- 1984. Jordi Pàmias
- 1985. David Jou
- 1986. Joaquim Bosch
- 1987. Ferran Escoda per Crònica de les transpiracions.
- 1988. Miquel López Crespí per Capvespre.
- 1989. Jacint Sala Codony
- 1990. Joan Fortuny
- 1991. Ferran Anell
- 1992. Amadeu Vidal i Bonafont per Nits d'encens
- 1993. Xavier Renau
- 1994. Joan Buixeda
- 1995. Àngels Cardona
- 1996. Carles Duarte per Ben Sira.
- 1997. Jep Gouzy
- 1998. Jordi Valls i Pozo per Natura morta.
- 1999. Montserrat Costas i Jordi Condal per Híbrid.[5]
- 2000. Maria Rosa Font Massot
- 2001. Daniel Nomen Recio
- 2002. Jean Josep Serra Torres
- 2003. Nati Soler Alcaide per Les dents del gat.
- 2004. Joan Carles González Pujalte
- 2005. Joan Guasp Vidal
- 2006. Bartomeu Ribes
- 2007. Marcel Riera i Bou per L'edat del coure.
- 2008. Jordi Julià Garriga
- 2009. Jordi Colomer i Feliu per El Temps fractal.[6][7][8]
- 2010. Jordi Llavina i Murgadas per Vigília de pleniluni.[9]
- 2011. Ricard Garcia López per Penells d'herba.[10]
- 2012. Anna Bou Jorba per L'última mohicana.[11]
- 2013. Meritxell Nus Gallart per Fenòmens.[12][13]
- 2014. Josep Checa i Falgà per L'enteniment de les bèsties.[14]
- 2015. Joan Calsapeu per El tel de les coses.[15][16]
- 2016. Carlos Terrón Vasco per Tècnica Mixta.[17][18]
- 2017. Josep Plana Aspachs per Cant de Ciutat[19]
- 2018. Manuel Roig Abad per La nostra casa oberta[20]
- 2019. Òscar Palazón per Diari de laboratori[20]
- 2020. anul·lat
- 2021. Alba Camarasa Baixauli per Runes[21]
- 2022. Joan Manuel Homar per Ningú[22]

## Premi Vila de Martorell de Poesia Castellana
- 1976. Alfonso López Gradolí
- 1977. Andrés Quintanilla
- 1978. Angel García López
- 1979. Vicente Rincón
- 1980. Manuel Rios Ruiz
- 1981. Jesús Riosalido
- 1982. Luís Jiménez Martos
- 1983. Carlos Murciano
- 1984. Luís López Anglada
- 1985. Francisco Mena Cantero
- 1986. Miguel d'Ors
- 1987. Leopoldo de Luís
- 1988. Isabel Abad
- 1989. José Luis García Herrera
- 1990. Manuel Gahete
- 1991. Jesús Lizano per La selva.
- 1992. Norma Segades
- 1993. Olegario Rodríguez
- 1994. Carlos Javier Morales
- 1995. José Luís Najenson
- 1996. José Antonio Estruch
- 1997. José Félix Olalla
- 1998. Nacho Camino i Carlos Pujol
- 1999. Delfín Escoda[5]
- 2000. Sidy Seck Samar-Din
- 2001. Juan Francisco Jiménez Jacinto
- 2002. Tomas de los Reyes Burgo Ariosa
- 2003. Dolors Alberola Beltran
- 2004. José Florencio Martínez
- 2005. Agnès Prudencia Agboton
- 2006. Agustina Roca
- 2007. Angel González Quesada
- 2008. Miguel Ángel Curiel Nuñez
- 2009. Manuel Rubén Tejerina López per El estómago del tiburón.[6][8]
- 2010. Juan Pablo Roa Delgado per Existe algún lugar en donde nadie.[9]
- 2011. Noemí Haydée Benegas Jaúregui per Animales sagrados.[10]
- 2012. Ricard Desola Mediavilla per Currículum vitae.[11]
- 2013. Montserrat Garcia Ribas per Luz.[12][13]
- 2014. Andreu González Castro per Apuntes para un atlas.[14]
- 2015. María Sanz per Galería de insomnes[15][16]
- 2016. Luis Arturo Guichard per El jardín de la Señora D.[17][18]
- 2017. Angélica Morales Soriano
- 2018. Amparo López Pascual
- 2019. Miquel Sánchez
- 2020. anul·lat
- 2021. Vicente Luís Mora per Mecánica.[21]
- 2016. Imanol Ulacia per El mundo.[22]

## Premi Vila de Martorell al Millor Blog de Literatura en Català
- 2008. Jordi Cervera Nogués amb El blog de Jordi Cervera.[23]
- 2009. Eduard Ribera Pujol amb L'Escriptori Arxivat 2017-06-14 a Wayback Machine..[8]
- 2010. Ernest Farrés i Junyent amb La República Poètica de l'Ernest Farrés.[9]
- 2012. Anna Gual Vendrell amb No caic, em tiro.[11]
- 2013. David Madueño amb LlunÀtic.[13]
- 2014. Toni Ibàñez amb Entrellum.[14]
- 2015. Ricard Garcia amb Cupressus sempervirens.[16]
- 2016. Toni Arencón Arias amb Lo Càntich.[17][18]
- 2018. Berta Florés amb la vida es una broma.[24]